# الإسبانية للبترول
شركة البترول الإسبانية والمعروفة أختصاراً باسم Cepsa، هي شركة إسبانية متعددة الجنسيات للنفط والغاز. تعمل في عدة دول أوروبية وكذلك في الجزائر وكندا وكولومبيا والمغرب والبرازيل وبنما . تنتج الشركة حاليا حوالي 260,000 برميل لكل يوم (41,000 م3/ي) ولديها طاقة تكرير في ثلاث مصافي بطاقة 21 مليون طن / سنة.

## التاريخ
تأسست Cepsa في عام 1929 كشركة خاصة بقيادة فرانسيسكو ريكاسينز، مع أول مصفاة لها في تينيريفي في جزر الكناري. بسبب احتكار شركة CAMPSA لتوزيع الوقود، باعت Cepsa إنتاجها لتلك الشركة. توسعت لتشمل إنتاج زيوت التشحيم في عام 1950 والمنتجات البتروكيماوية في عام 1955. في عام 1964 افتتحت مصنعا في البرتغال، وفي عام 1967 أضافت مصفاة ثانية في سان روكي دي قادس. بعد استرخاء احتكار الدولة، اشترت Cepsa جزءًا من محطات بنزين Campsa في عام 1992.
في عام 1988 ، اشترت شركة أبو ظبي الدولية للاستثمارات البترولية (IPIC) حصة 10 ٪ من شركة Cepsa. اشترت Elf Aquitaine لاحقًا 20٪ من أسهمها، وأصبحت Cepsa شركة عامة في عام 1989. اشترت شركة Cepsa مصفاة ثالثة في هويلفا في عام 1991 ، ودخلت سوق غاز البترول المسال في عام 1998. توسعت الشركة لتشمل المملكة المتحدة وهولندا وكندا والجزائر والبرازيل وكولومبيا وبيرو. في عام 2011 ، اشترت IPIC الشركة بالكامل مقابل 267 مليون يورو. 
في نوفمبر 2013 ، وافقت الشركة على شراء شركة Coastal Energy Co مقابل حوالي 2.21 مليار دولار. 

## رعاية
قامت Cepsa برعاية الفريق الوطني الإسباني لكرة القدم منذ عام 2007 ومنذ عام 2011 تعد واحدة من الشركاء الرئيسيين لفريق سباق Toro Rosso Formula One .